# 吳慶隆
吴慶隆，新加坡編曲家、演唱會音樂總監，擅長以鋼琴旋律和弦樂編曲。吳慶隆曾與多名著名歌手合作過，包括張學友、孫燕姿、王力宏、陶喆、張惠妹、許美靜、林俊傑等。

## 编曲作品

### 1990年代
1992年
- 蘇慧倫 – 給我愛
- 蘇慧倫 – 讓我知道
- 蘇慧倫 – 不管有沒有明天
- 蘇慧倫 – 為這樣的世界歡呼

1993年
- 李偲菘、李偉菘 – 噩夢

1994年
- 许美静 – 只是这人生
- 许美静 – 多疑的海洋
- 许美静 – 明知道
- 巫啓賢 – 你是我的唯一
- 黎明 – 歸還

1995年
- 许美静 – 遗憾
- 许美静 – 远方
- 许美静 – 铁窗
- 许美静 – 一份真
- 许美静 – 城里的月光
- 陳潔儀 – 昨天
- 张学友、陈慧娴 – 愛和承諾
- 鄭展倫 – 寄託
- 鄭展倫 – 天荒等地老
- 鄭展倫 – 你說
- 林里嬪 – 愛不到永遠
- 林里嬪 – 我是我自己的朋友
- 林里嬪 – 等待
- 孫楠 – 天上天
- 金元萱 - 情已逝
- 金元萱 - 我和我追逐的夢
- 金元萱 - 你冷得像風
- 劉嘉玲 – 放心不下
- 劉嘉玲 – 遺失的情書

1996年
- 李國祥 – 離愛出走
- 李國祥 - 你是我的黑夜
- 王馨平 – 愛讓人太盲目
- 王馨平 – 聽謊
- 许美静 – 都是夜归人
- 许美静 – 迷亂
- 许美静 – 別走
- 许美静 – 隻是這人生
- 许美静 – 如此
- 许美静 – 揮別
- 许美静 – 陽光總在風雨後
- 陳潔儀 – 傷心
- 陳潔儀 – 喜歡你
- 陳潔儀 – 眼睛濕濕的
- 陳潔儀 – Wind Beneath My Wings
- 陳潔儀 – 情人
- 陳潔儀 – Mr.Turner
- 梁丽荣 – 你令我太心动
- 张学友 – 慢慢
- 张学友 – 真心的朋友
- 鄭中基 – 回報
- 劉嘉玲 – 忘了一切忘了我
- 吉娜 – 解脫
- 吉娜 – Sayonara眼淚
- 吉娜 – 我們彼此傷害一次
- 范文芳 – 無欲無求
- 范文芳 – 假戲真作
- 范文芳 – 每個夢
- 范文芳 – 星光
- 范文芳 – 吹散為你留下的夢

1997年
- 葉良俊 – 下次如果我們再相愛
- 葉良俊 – 札西德勒
- 許志安 – 安全感
- 許志安 – 愛在心裡
- 许美静 – 蔓延
- 许美静 – 單數
- 许美静 – 紅顏
- 许美静 – 漩渦
- 许美静 – 發呆
- 许美静 – 玫瑰
- 许美静 – 白日夢
- 许美静 – 夢見
- 许美静 – 聽那星光歌唱
- 许美静 – 傾城
- 许美静 – 都是夜歸人(之歸夜)
- 郭舒賢 – 記得我的樣子
- 郭舒賢 – 忽略
- 张学友 – 葬月
- 张学友 – 想和你去吹吹风
- 张学友 – 三天兩夜
- 鄭中基 – 愛就是愛了
- 鄭中基 – 戒情人
- 鄭中基 – 最後還是到最後
- 鄭中基 – 就是你
- 梁咏琪 – 難言
- 梁咏琪 – 洗臉
- 梁咏琪 – 愛能不能戒
- 陳曉東 – 白襯衫．藍色憂傷
- 陳潔儀 – 愛情在那天開始
- 陳潔儀 – 風景
- 彭羚 – 眼睛濕濕的
- 彭羚 – 只因有著你
- 彭羚 – 變
- 彭羚 – 認真
- 邰正宵 – 圈套
- 范文芳 – 一個人生活

1998年
- 许美静 – 宁愿做梦
- 许美静 – 少数
- 许美静 – 幸福
- 许美静 – 不需再会
- 许美静 – 想家的女人
- 许美静 – 星闪闪
- 许美静 – 失恋不是一切
- 许美静 – 一场朋友
- 许美静 – 不散不见
- 许美静 – 无中生有
- 郭舒賢 – 怎麼捨得
- 梁咏琪 – 胆小鬼
- 梁咏琪 – 氣象報告
- 梁咏琪 – I'll Be Loving You
- 梁咏琪 – 一￥的約定
- 陳潔儀 – 好說話
- 陳潔儀 – 冰山一角
- 陳潔儀 – 等我說愛你
- 陳潔儀 – 精挑細選
- 陳潔儀 – 開車上路
- 陳潔儀 – 再愛一回
- 陳潔儀 – 等了又等（國語）
- 陳潔儀 – 得寸進尺
- 陳潔儀 – 失約
- 张学友 – 深海
- 张学友 – 留言
- 张学友 – 想哭
- 张学友 – 除了这些,还有....
- 鄭中基 – 音符

1999年
- 许美静 – 讓位
- 许美静 – 回心轉意
- 许美静 – 至少(雕塑版)
- 许美静 – 蕩漾
- 许美静 – 我想
- 许美静 – 風的嘆息
- 许美静 – 至少(木刻版)
- 许美静 – 海市蜃樓
- 许美静 – 蓋被
- 梁咏琪 – 我很好
- 梁咏琪 – 寂寞公寓
- 那英 – 等待
- 赵薇 – 是否
- 谢霆锋 – 旧伤口
- 谢霆锋 – 夜了醉了就想哭
- 巫啓賢 – 那一段日子
- 张学友 – 我應該
- 郭富城 – 真的怕了
- 郭富城 – 跟蹤你
- 郭富城 – 讓我為你
- 楊千嬅 – 微笑

### 2000年代
2000年
- 许美静 – 多事之秋
- 许美静 – Falling
- 孙燕姿 – 天黑黑
- 孙燕姿 – 终于
- 孙燕姿 – 很好
- 孙燕姿 – 相信
- 張學友 – 讓你飛
- 張學友 – 雨夜的浪漫
- 那英 – 出卖
- 周蕙 – 好想好好愛你
- 周蕙 – Angels Face
- 高山峰 – 什么
- 戴佩妮 – 习惯这样
- 吳宗憲 – 謝謝一路有你陪著我
- 古巨基 – 寻宝
- 陳曉東 – 不會一個人

2001年
- 孙燕姿 – 風箏
- 孙燕姿 – 任性
- 陈国华 – 倔强
- 吴姵文 – 手放开
- 吴姵文 – 無所謂
- 品冠 – 疼你的责任
- 彭羚 – 不得已
- 苏永康 – 密碼鎖
- 张学友 – 咖啡
- 古巨基 – 结束，我们抱着哭
- 李彩桦 – 我值不值得你喜歡
- 李彩桦 – 第33天
- 陈小春 – 我爱的人

2002年
- 顺子 – 眷戀
- 顺子 – 看見Star Blue
- 顺子 – It's Gonna Be Alright
- 5566 – 無所謂
- 张玉华 – 屬于自己
- 動力火車 – 外套
- 许绍洋 – 希望你还在
- 阿杜 – 堅持到底
- 古巨基 – 夜空的精靈

2003年
- 孙燕姿 – 年轻无极限
- 孙燕姿 – The Moment
- 林俊傑 – 翅膀
- 林俊傑 – 凍結
- 林俊傑 – 不懂
- 周蕙 – 愛情無關是非
- 周蕙 – 收藏
- 阿杜、林俊杰 – 小说
- 陶喆 – 天天(2003版)
- 劉若英 – 似水年華
- 劉若英 – 什麽時候
- 顺子 – Dear Friend(澎湃弦樂版)
- 顺子、白吉胜 – 我心動了
- 许慧欣 – 七月七日晴
- 许慧欣 – Asong for you
- 周傳雄 – 永夜
- 周傳雄 – 花香
- 阿桑 – 你的世界
- 楊千嬅 – 咖啡因
- 古巨基 – 不要說你不知道

2004年
- 林俊傑 – 害怕
- 林俊傑 – 精灵
- 林俊傑 – 距離
- 林俊傑 – Endless Road
- 孙燕姿 – 我的爱
- 孙燕姿 – 聽見
- 王力宏 – Forever Love
- 王力宏 – 一首簡單的歌
- 王力宏 – 爱错
- 张学友 – 給朋友
- 戴佩妮 – 防…空洞
- 张韶涵 – 手心的太陽
- 张韶涵 – 遗失的美好

2005年
- 林俊傑 – 無盡的思念
- 陶喆 – 鬼
- 陶喆 – 孫子兵法
- 陶喆 – 愛我還是他
- 光良 – 天堂
- 光良 – 手機留言
- 光良 – 妹妹
- 梁咏琪 – 洗臉
- 龚诗嘉 – 再一次擁有

2006年
- 林俊傑 – 原來
- 林俊傑 – 不死之身
- 林俊傑 – Now That She's Gone
- 张栋梁 – 痛彻心扉

2007年
- 林俊傑 – Baby Baby
- 林俊傑 – 自由不變
- 张惠妹 – 如果你也听说
- 王力宏 – 落叶归根
- 王力宏、任家萱 – 你是我心内的一首歌
- 王力宏 – 爱在哪里
- 王力宏 – 不完整的旋律

2008年
- 林俊傑 – 我还想她
- 林俊傑 – 點一把火炬

2009年
- 陶喆 – 暗戀
- 林俊傑 – 第幾個100天
- 林俊傑 – 無法克製
- 林俊傑 – 背對背擁抱
- 泳儿 – 減單

### 2010年代
2010年
- 林俊傑 – 當你
- 林俊傑 – 我很想愛他
- 林俊傑 – 记得
- 林俊傑 – I AM
- 王力宏 – 你不知道的事
- 王力宏 – 需要人陪
- 黄小琥 – 没那么简单
- 朱紫娆 – 我愛你很多

2011年
- 林俊傑 – 那些你很冒险的梦
- 林俊傑 – 不存在的情人
- 张芸京 – 春泥

2012年
- 胡彥斌 – 愛情是怎麽了
- 胡彥斌 – 在一起

2013年
- 林俊傑 – 修煉愛情
- 林俊傑 – 十秒的沖動

2014年
- 林俊傑 – 生生
- 陈奕迅 – 你给我听好

2015年
- 林俊傑 – 不为谁而作的歌
- 林俊傑 – 关键词
- 林俊傑 – 只要有你的地方
- 林俊傑 – Dreams

2017年
- 林俊傑 – 伟大的渺小
- 林俊傑 – 穿越
- 林俊傑 – 身为风帆
- 林俊傑 – Until The Day

2019年
- 林俊傑 – 对的时间点
- 林俊傑 – As I Believe

### 2020年代
2020年
- 林俊傑 – 幸存者
- 林俊傑 – 离开的那一些
- 林俊傑 – 暂时的记号

2021年
- 林俊傑 – 裹着心的光

2023年
- 林俊傑 – 愿与愁
- 林俊傑 – 孤独娱乐
- 林俊傑 – Castle In The Air
- 陶喆 – 流沙 (Reimagined)
- 陶喆 – 全世界会唱的歌
- 张学友 – 日出时让街灯安睡
- 罗大佑 – 月夜愁2023
- 罗大佑 – 爱河人间

## 演唱会音乐总监
以下为吴庆隆担任音乐总监或乐队总监的演唱会列表
| 年份       | 歌手   | 演唱會名稱                                             |
| 2000       | 张惠妹 | 港乐 • 惠妹 Open Your Eyes 歌声妹影 香港管弦乐团演唱会 |
| 2002－2003 | 张学友 | 音乐之旅世界巡回演唱会                                 |
| 2003       | 陶喆   | Soul Power 巡迴演唱會                                  |
| 2005－2007 | 陶喆   | Love Can就是愛你音樂驚奇之旅世界巡迴演唱會             |
| 2006－2008 | 王力宏 | 盖世英雄世界巡回演唱会                                 |
| 2006－2007 | 林俊杰 | 就是俊杰世界巡回演唱会                                 |
| 2007－2009 | 陶喆   | 1.2.3我們都是木頭人世界巡迴演唱會                      |
| 2008－2011 | 王力宏 | MUSIC-MAN 世界巡回演唱会                               |
| 2009－2010 | 陶喆   | 上太空说世界巡回演唱会                                 |
| 2010－2011 | 林俊杰 | I AM世界巡回演唱会                                     |
| 2011－2014 | 王力宏 | MUSIC-MAN Ⅱ火力全开 世界巡回演唱会                     |
| 2013－2015 | 陶喆   | 小人物狂想曲世界巡迴演唱會                             |
| 2013－2015 | 林俊杰 | 时线世界巡回演唱会                                     |
| 2015       | 林俊杰 | 时线：新地球世界巡回演唱会                             |
| 2016－2019 | 张学友 | A CLASSIC TOUR 學友.經典世界巡迴演唱會                 |
| 2019       | 林俊杰 | 圣所2.0世界巡回演唱会（部分场次）                      |
| 2019       | 陶喆   | 喆和乐演唱会                                           |
| 2022       | 林俊杰 | JJ20世界巡回演唱会（部分场次）                         |
| 2023       | 王力宏 | ONE Leehom Wang 只有一个王力宏演唱会                   |
| 2023－2026 | 张学友 | 60+巡回演唱会                                          |